# Odontosoria fumarioides
Odontosoria fumarioides là một loài dương xỉ trong họ Lindsaeaceae. Loài này được Sw. J. Sm. mô tả khoa học đầu tiên năm 1875.